# 安倍安人
安倍 安人（あべ あんじん、1938年 - ）は日本の陶芸家（備前焼作家）。大阪府生まれ。

## 略歴
1972年に作陶をはじめ、1986年に岡山県牛窓町（現・瀬戸内市）に窯を構える。美に関する該博な知識と自由自在な造形論を武器に精力的な活動をこなす陶芸（備前、伊部、緋襷など）、アート作品の紹介と造形論もこなす作家。島根県横田町（現・奥出雲町）にもアトリエを持つ。その作風は大胆さと繊細さを兼ね備え、安土桃山期の「古備前」を正当に継承する。作品はメトロポリタン美術館にも収蔵されている。